# Scsavnicsár István
Scsavnicsár István (Rakicsán, 1828. augusztus 10. k. – Apátistvánfalva, 1894. január 15.) magyarországi szlovén római katolikus pap, az apátistvánfalvai Harding Szent István templom tizedik papja.
A mai Battyánfalván (ma Rakičan, Szlovénia) született, közvetlenül Muraszombat mellett. Szülei, Scsavnicsár János és Szecskó Katalin földművesek voltak. 1855. március 8-án pappá szentelték és augusztusban Felsőlendvára (ma Grad) küldték káplánkodni. 1856. márciusától tizenhárom évig adminisztrátor volt Péterhegyen, 1869-től plébános Apátistvánfalván.
Istvánfalvához egyházilag tartozó Tótfalu (Rábatótfalu) községben 1882-ben kápolnát építettek Szent Flórián tiszteletére, amiben ő is segédkezett és egy Szent Flórián-szobrot adományozott a kegyhelynek, ami ma is látható benne.